# Diócesis de Tolima
La diócesis de Tolima (en latín: Dioecesis Tolimensis) fue una circunscripción eclesiástica de la Iglesia católica en Colombia. Se trataba de una diócesis latina, sufragánea de la arquidiócesis de Santafé en Nueva Granada. Fue suprimida el 20 de mayo de 1900.

## Territorio y organización
La diócesis extendía su jurisdicción sobre los fieles católicos de rito latino residentes en el Gran Tolima, región histórico-geográfica que en 1905 quedó dividida en los actuales departamentos de Tolima y Huila.
La sede de la diócesis se encontraba en la ciudad de Neiva, en donde su catedral era la actual Catedral vieja de la Inmaculada Concepción, hoy perteneciente a la diócesis de Neiva.

## Historia
La diócesis de Tolima fue erigida el 30 de agosto de 1894 mediante la breve Illud semper del papa León XIII, tomando su territorio de la diócesis de Popayán (hoy arquidiócesis de Popayán) y de la arquidiócesis de Santafé en Nueva Granada, de la cual era sufragánea.
Dada la inmensidad del territorio y las dificultades para satisfacer adecuadamente las necesidades espirituales de los fieles, la diócesis fue suprimida el 20 de mayo de 1900 mediante el decreto Quum legitimae de la Congregación Consistorial. Parte de su territorio fue incorporado a la diócesis de Popayán, mientras que con el resto del territorio se erigieron dos nuevas diócesis, la de Garzón y la de Ibagué (hoy arquidiócesis de Ibagué).

## Episcopologio
- Esteban Rojas Tovar † (18 de marzo de 1895-20 de mayo de 1900 nombrado obispo de Garzón)